# Akın Açık
Akın Açık (* 4. Juli 1993 in Izmir) ist ein türkischer Fußballspieler, der aktuell für Çiğli Belediyespor spielt.

## Karriere
Açık begann mit dem Vereinsfußball in der Jugend des Amateurvereins Denizspor. 2006 wechselte er in die Jugend von İzmir Deniz Futbol und ein Jahr später zu Bucaspor. Hier erhielt er im Juni 2010 einen Profivertrag, wurde aber weiterhin überwiegend in der Jugend eingesetzt. Parallel zu seiner Tätigkeit wurde er bei Bedarf auch bei den Profis eingesetzt. So machte er in der Spielzeit 2011/12 sechs Ligaspiele für die Profis. Während seiner Zeit bei den Profis in der Saison 2011/12 spielte er auch für die Reservemannschaft und konnte mit dieser in der TFF A2 Ligi die Vizemeisterschaft erreichen.
Im Oktober 2012 diagnostizierten die Vereinsärzte bei Açık eine gefährliche Herzrhythmusstörung und legten ihm das Karriereende nahe. Bei Weiterführung seiner Fußballerkarriere drohe ihm eine hohe Lebensgefahr.
Ab der Saison 2013/14 spielte Açık für die Dauer von immer einer halben Saison der Reihe nach für die Vereine Ankara Şekerspor, Kahramanmaraşspor, Gümüşhanespor,  Bugsaşspor und Kozan Belediyespor, ehe er im Sommer 2016 bei Van Büyükşehir Belediyespor anheuerte.
Zur Saison 2017/18 wurde er vom Zweitligisten Manisaspor verpflichtet. Das Debüt für seinen neuen Verein gab er erst am 27. Januar 2018 (19. Spieltag) bei der 0:2-Niederlage gegen Samsunspor. Im Anschluss konnte er sich jedoch auf dem Flügel festspielen und kam bis zum Saisonende zu insgesamt 15 Einsätzen. Dennoch stieg Manisaspor in die dritte Liga ab. Açık blieb seinem Verein jedoch treu und spielte bis zur Winterpause der Folgesaison 16 Ligaduelle. Gegen Sakaryaspor konnte er am fünften Spieltag der Spielzeit sein erstes Tor für die Mannschaft schießen, dennoch verloren er und sein Team mit 3:4. Im Spiel darauf konnte er bereits seinen ersten Karrieredoppelpack erzielen.
Mitte Januar 2019 wechselte er zum Ligakonkurrenten Ankara Demirspor. Bei einer 5:0-Pleite gegen Bodrumspor debütierte Açık für den Verein aus Ankara nach Einwechslung. Bis zum Ende der Spielzeit lief er 12 Mal für seinen neuen Klub auf.
Nach nur einer halben Saison wechselte er im Sommer 2019 zum Viertligisten Silivrispor. In der vierten Liga wurde er gegen Catalcaspor in der letzten halben Stunde eingewechselt und debütierte somit für Silivrispor. Bereits im Spiel darauf schoss er gegen Yomra Spor den ersten Treffer für das Team aus Silivri. Im November desselben Jahres wurde sein Vertrag jedoch aufgelöst und Açık war nach nur vier Ligaspielen vereinslos.
Noch vor Beginn der Rückrunde derselben Saison nahm ihn Payasspor unter Vertrag. Gegen Kocaelispor debütierte er am 12. Januar 2020 (18. Spieltag) über die vollen 90 Minuten, als man mit 0:2 verlor. Auch in Payas kam er nur viermal bis zum Saisonende zum Einsatz.
Noch vor Beginn der neuen Saison 2020/21 wechselte er zurück in die dritte Liga zu Bayburt Grup İl Özel İdare GS. Dort gab er am dritten Spieltag gegen Serik Belediyespor sein Debüt, als er in der 76. Minute für Taha Yavuz Yılmaz ins Spiel kam. Im letzten Spiel des Jahres schoss er gegen den Mamak FK sein erstes Tor für seinen neuen Verein, als sein Team aber mit 1:2 verlor.
Ende Januar verließ er den Verein nach 14 Ligaeinsätzen und wechselte zu Ergene Velimeşe Spor. Am 18. Februar 2021 (24. Spieltag) spielte er gegen Sariyer eine Halbzeit und debütierte somit für den Verein. Bereits bei seinem dritten Einsatz (28. Spieltag) schoss er das erste Tor für Ergene Velimeşe gegen Afjet Afyonspor. Bis zum Saisonende kam er dort auf insgesamt acht Einsätze, wobei er dieses eine Tor schoss.
Zu Beginn der Saison 2021/22 wechselte Açık zum Viertligisten Ceyhanspor. Hier bestritt er die ersten drei Ligaspiele, bevor er nicht mehr in den Kader berufen wurde und sich im Oktober 2021 vom Verein trennte.
Ungefähr vier Monate darauf schloss er sich einem weiteren Viertligisten einer anderen Gruppe, Darıca Gençlerbirliği, an. Er kam auf acht von 15 möglichen Einsätzen bis zum Saisonende.
Im Sommer 2022 wechselte er erneut innerhalb der 3. Lig, der vierten türkischen Spielklasse zum Muş Spor Kulübü. Auch dort konnte er sich jedoch nicht durchsetzen und kam bis zum Ende des Jahres 2022 auf zwei Einsätze in der Liga.
Im Anschluss wechselte er in den Amateurbereich zu Çiğli Belediyespor.

## Erfolge
Bucaspor A2 (Rerservemannschaft)
- Vizemeister der TFF A2 Ligi: 2011/12